# Calephelis aymaran
Calephelis aymaran är en fjärilsart som beskrevs av Mcalpine 1971. Calephelis aymaran ingår i släktet Calephelis och familjen Riodinidae. Inga underarter finns listade i Catalogue of Life.